# Tetraneura akinire
Tetraneura akinire är en insektsart. Tetraneura akinire ingår i släktet Tetraneura och familjen långrörsbladlöss.

## Underarter
Arten delas in i följande underarter:
- T. a. akinire
- T. a. shanxiensis